# Turó de Corones (Sant Hilari Sacalm)
El Turó de Corones és una muntanya de 775 metres que es troba al municipi de Sant Hilari Sacalm, a la comarca de la Selva.